# Liste des présidents de la Polynésie française
 (novembre 2017).
Si vous disposez d'ouvrages ou d'articles de référence ou si vous connaissez des sites web de qualité traitant du thème abordé ici, merci de compléter l'article en donnant les références utiles à sa vérifiabilité et en les liant à la section « Notes et références ».
Le statut de 1977 accorde à la Polynésie française l'autonomie de gestion ; à la suite des nouvelles lois Defferre de 1982, il est modifié en 1984 et on peut dès lors parler d'autonomie interne. C'est en particulier le moment où le Conseil de gouvernement, formé de conseillers, devient un gouvernement formé de ministres, dont le principal porte le titre de président du Gouvernement de la Polynésie française.
À partir de 2004, l'autonomie de la Polynésie franchit un nouveau palier avec la possibilité qui lui est accordée de négocier des accords directs avec des États étrangers ou des organismes internationaux, pas seulement ceux de la zone Pacifique. À ce titre, le président du gouvernement de la Polynésie française devient « président de la Polynésie française » et il est choisi dans les rangs de l'Assemblée de la Polynésie française, selon l'article 69 du statut.

## Historique
De 2004 à 2014, 13 gouvernements se succèdent en raison d'une grande instabilité politique qui touche la Polynésie française. Le poste est disputé entre trois hommes dirigeant la scène politique locale : Gaston Flosse du Tahoera'a Huiraatira, Gaston Tong Sang du To tatou Ai'a et Oscar Temaru du Tavini Huiraatira. Aucun d'eux n'arrive à assurer un mandat complet et de nombreuses motions de défiance sont appliquées par l'Assemblée de la Polynésie française en fonction de la majorité des sièges des partis politiques. Pour remédier à cette instabilité chronique, la loi organique no 2011-918 du 1er août 2011 instaurée dans le but d'assurer une stabilité institutionnelle, définit une prime majoritaire accordée à la liste arrivée en tête. Le parti de Gaston Flosse obtient grâce à cela 38 des 57 sièges à pourvoir à l'Assemblée de la Polynésie française, ce qui lui permet d'être réélu président de la Polynésie française le 17 mai 2013 à l'issue des élections territoriales de 2013. 
Cependant, le 5 septembre 2014, il perd l'ensemble de ses mandats locaux, le président de la République française ayant refusé de le gracier dans une affaire d'emplois fictifs pour laquelle il a notamment été condamné à une peine de trois ans d'inéligibilité. Il fait donc élire président de la Polynésie française, le 12 septembre 2014, Édouard Fritch, par 46 voix contre 10. Cette décision de justice avait été prévue dès 2013 : Édouard Fritch, son ancien gendre et « dauphin », devait lui succéder en cas d'inéligibilité ultérieure. 
Pourtant, une lutte de pouvoir s'installe rapidement entre Gaston Flosse et son ancien gendre et successeur. Ce dernier quitte le Tahoera'a Huiraatira et fonde son propre parti politique, le Tapura Huiraatira, le 20 février 2016, faisant basculer la majorité à l'Assemblée en sa faveur, sans toutefois parvenir à établir une majorité absolue.
Aux élections territoriales polynésiennes de 2018, le parti présidentiel sortant, le Tapura Huiraatira du président Édouard Fritch, remporte 38 mandats à l'Assemblée.

## Liste des présidents du gouvernement de la Polynésie française (1984-2004)
Voici la liste des « présidents du gouvernement de la Polynésie française » (1984-2004) :
| Gaston Flosse       |  | 14 septembre 1984 - 12 février 1987 |  | Tahoeraa huiraatira |
| Jacques Teuira      |  | 12 février - 9 décembre 1987        |  | Tahoeraa huiraatira |
| Alexandre Léontieff |  | 9 décembre 1987 - 4 avril 1991      |  | Te Tiarama          |
| Gaston Flosse       |  | 4 avril 1991 - 27 février 2004      |  | Tahoeraa huiraatira |

## Liste des président de la Polynésie française
Voici la liste des « président de la Polynésie française » (à compter de février 2004) :
| Gaston Flosse     |                                                                                      | 27 février - 14 juin 2004                                       |  | Tahoeraa huiraatira          | De 2004 à 2013, 13 gouvernements se succèdent en raison d'une grande instabilité politique qui touche la Polynésie française. Le poste est disputé entre trois hommes dirigeant la scène politique locale : Gaston Flosse du Tahoeraa huiraatira, Gaston Tong Sang du To tatou Ai'a et Oscar Temaru du Tavini huiraatira. Aucun d'eux n'arrive à assurer un mandat complet et de nombreuses motions de défiance sont appliquées par l'Assemblée de la Polynésie française en fonction de la majorité des sièges des partis politiques. |
| Oscar Temaru      |                                                                                      | 14 juin - 22 octobre 2004                                       |  | Tavini huiraatira            | De 2004 à 2013, 13 gouvernements se succèdent en raison d'une grande instabilité politique qui touche la Polynésie française. Le poste est disputé entre trois hommes dirigeant la scène politique locale : Gaston Flosse du Tahoeraa huiraatira, Gaston Tong Sang du To tatou Ai'a et Oscar Temaru du Tavini huiraatira. Aucun d'eux n'arrive à assurer un mandat complet et de nombreuses motions de défiance sont appliquées par l'Assemblée de la Polynésie française en fonction de la majorité des sièges des partis politiques. |
| Gaston Flosse     |                                                                                      | 22 octobre 2004 - 3 mars 2005                                   |  | Tahoeraa huiraatira          | De 2004 à 2013, 13 gouvernements se succèdent en raison d'une grande instabilité politique qui touche la Polynésie française. Le poste est disputé entre trois hommes dirigeant la scène politique locale : Gaston Flosse du Tahoeraa huiraatira, Gaston Tong Sang du To tatou Ai'a et Oscar Temaru du Tavini huiraatira. Aucun d'eux n'arrive à assurer un mandat complet et de nombreuses motions de défiance sont appliquées par l'Assemblée de la Polynésie française en fonction de la majorité des sièges des partis politiques. |
| Oscar Temaru      |                                                                                      | 3 mars 2005 - 26 décembre 2006                                  |  | Tavini huiraatira            | De 2004 à 2013, 13 gouvernements se succèdent en raison d'une grande instabilité politique qui touche la Polynésie française. Le poste est disputé entre trois hommes dirigeant la scène politique locale : Gaston Flosse du Tahoeraa huiraatira, Gaston Tong Sang du To tatou Ai'a et Oscar Temaru du Tavini huiraatira. Aucun d'eux n'arrive à assurer un mandat complet et de nombreuses motions de défiance sont appliquées par l'Assemblée de la Polynésie française en fonction de la majorité des sièges des partis politiques. |
| Gaston Tong Sang  |                                                                                      | 26 décembre 2006 - 13 septembre 2007                            |  | Tahoeraa huiraatira          | De 2004 à 2013, 13 gouvernements se succèdent en raison d'une grande instabilité politique qui touche la Polynésie française. Le poste est disputé entre trois hommes dirigeant la scène politique locale : Gaston Flosse du Tahoeraa huiraatira, Gaston Tong Sang du To tatou Ai'a et Oscar Temaru du Tavini huiraatira. Aucun d'eux n'arrive à assurer un mandat complet et de nombreuses motions de défiance sont appliquées par l'Assemblée de la Polynésie française en fonction de la majorité des sièges des partis politiques. |
| Oscar Temaru      |                                                                                      | 13 septembre 2007 - 23 février 2008                             |  | Tavini huiraatira            | De 2004 à 2013, 13 gouvernements se succèdent en raison d'une grande instabilité politique qui touche la Polynésie française. Le poste est disputé entre trois hommes dirigeant la scène politique locale : Gaston Flosse du Tahoeraa huiraatira, Gaston Tong Sang du To tatou Ai'a et Oscar Temaru du Tavini huiraatira. Aucun d'eux n'arrive à assurer un mandat complet et de nombreuses motions de défiance sont appliquées par l'Assemblée de la Polynésie française en fonction de la majorité des sièges des partis politiques. |
| Gaston Flosse     |                                                                                      | 23 février - 15 avril 2008                                      |  | Tahoeraa huiraatira          | De 2004 à 2013, 13 gouvernements se succèdent en raison d'une grande instabilité politique qui touche la Polynésie française. Le poste est disputé entre trois hommes dirigeant la scène politique locale : Gaston Flosse du Tahoeraa huiraatira, Gaston Tong Sang du To tatou Ai'a et Oscar Temaru du Tavini huiraatira. Aucun d'eux n'arrive à assurer un mandat complet et de nombreuses motions de défiance sont appliquées par l'Assemblée de la Polynésie française en fonction de la majorité des sièges des partis politiques. |
| Gaston Tong Sang  |                                                                                      | 15 avril 2008 - 12 février 2009                                 |  | O Porinetia To Tatou Ai'a    | De 2004 à 2013, 13 gouvernements se succèdent en raison d'une grande instabilité politique qui touche la Polynésie française. Le poste est disputé entre trois hommes dirigeant la scène politique locale : Gaston Flosse du Tahoeraa huiraatira, Gaston Tong Sang du To tatou Ai'a et Oscar Temaru du Tavini huiraatira. Aucun d'eux n'arrive à assurer un mandat complet et de nombreuses motions de défiance sont appliquées par l'Assemblée de la Polynésie française en fonction de la majorité des sièges des partis politiques. |
| Oscar Temaru      |                                                                                      | 12 février - 25 novembre 2009                                   |  | Tavini huiraatira            | De 2004 à 2013, 13 gouvernements se succèdent en raison d'une grande instabilité politique qui touche la Polynésie française. Le poste est disputé entre trois hommes dirigeant la scène politique locale : Gaston Flosse du Tahoeraa huiraatira, Gaston Tong Sang du To tatou Ai'a et Oscar Temaru du Tavini huiraatira. Aucun d'eux n'arrive à assurer un mandat complet et de nombreuses motions de défiance sont appliquées par l'Assemblée de la Polynésie française en fonction de la majorité des sièges des partis politiques. |
| Gaston Tong Sang  |                                                                                      | 25 novembre 2009 - 1er avril 2011                               |  | O Porinetia To Tatou Ai'a    | De 2004 à 2013, 13 gouvernements se succèdent en raison d'une grande instabilité politique qui touche la Polynésie française. Le poste est disputé entre trois hommes dirigeant la scène politique locale : Gaston Flosse du Tahoeraa huiraatira, Gaston Tong Sang du To tatou Ai'a et Oscar Temaru du Tavini huiraatira. Aucun d'eux n'arrive à assurer un mandat complet et de nombreuses motions de défiance sont appliquées par l'Assemblée de la Polynésie française en fonction de la majorité des sièges des partis politiques. |
| Oscar Temaru      |                                                                                      | 1er avril 2011 - 17 mai 2013                                    |  | Tavini huiraatira            | De 2004 à 2013, 13 gouvernements se succèdent en raison d'une grande instabilité politique qui touche la Polynésie française. Le poste est disputé entre trois hommes dirigeant la scène politique locale : Gaston Flosse du Tahoeraa huiraatira, Gaston Tong Sang du To tatou Ai'a et Oscar Temaru du Tavini huiraatira. Aucun d'eux n'arrive à assurer un mandat complet et de nombreuses motions de défiance sont appliquées par l'Assemblée de la Polynésie française en fonction de la majorité des sièges des partis politiques. |
| Gaston Flosse     |                                                                                      | 17 mai 2013 - 5 septembre 2014                                  |  | Tahoeraa huiraatira          | - Ancien Vice-président du Conseil des ministres - Ancien secrétaire d'État dans le gouvernement de Jacques Chirac, alors Premier ministre du président François Mitterrand - Ancien député de la Polynésie française - Ancien sénateur de la Polynésie française - Ancien président de la Polynésie française - Ancien maire de Pirae - Premier président du gouvernement de la Polynésie française - Ancien président de l'Assemblée de la Polynésie française |
| Nuihau Laurey     |                                                                                      | 5 septembre - 12 septembre 2014                                 |  | Tahoeraa huiraatira          | - Ancien Vice-président dans le Gouvernement de Gaston Flosse et dans le Gouvernement d'Édouard Fritch - Ancien Président par intérim - Ancien sénateur de la Polynésie française |
| Édouard Fritch    | Édouard Fritch, président de la Polynésie française. Visite à Huahine, 10 mars 2017. | 12 septembre 2014 - 18 mai 2018 - 12 mai 2023 (8 ans et 8 mois) |  | Tapura huiraatira (Ensemble) | - Ancien Vice-président dans les gouvernements de Gaston Flosse et de Gaston Tong Sang - Ancien président de l'Assemblée de la Polynésie française - Maire de Pirae - Édouard Fritch perd sa majorité pendant son premier mandat - Édouard Fritch est le premier président à avoir été réélu, en mai 2018 - Édouard Fritch est le premier président à accueillir deux présidents de la République, François Hollande en 2016 et Emmanuel Macron en 2021 Au premier tour, le Tapura huiraatira est devancé par le parti indépendantiste Tavini huiraatira, une première depuis 2004. À la surprise générale, l'entre-deux-tours voit la fusion des listes Tapura huiraatira et Amuitahiraa o te nuna'a Maohi de Gaston Flosse, toutes les deux autonomistes. Mais le Tavini huiraatira arrive tout de même en tête du second tour, avec six points d'avance, ce qui place Moetai Brotherson comme favori de l'élection présidentielle. |
| Moetai Brotherson |                                                                                      | Depuis le 12 mai 2023 (1 an, 10 mois et 4 jours)                |  | Tavini huiraatira (Nupes)    | Après la victoire du Tavini huiraatira aux élections territoriales de 2023, Moetai Brotherson annonce que s'il est élu à la présidence de la Polynésie française, il renoncera à son mandat de député au profit de sa suppléante Mereana Reid Arbelot, ainsi qu'à la présidence de la délégation aux outre-mer. Brotherson est ainsi pressenti pour devenir président de la Polynésie française à l'occasion d'un vote de l'Assemblée devant se tenir le 12 mai 2023. Il est élu président de la Polynésie française et prend ses fonctions le jour même. Le premier déplacement international du président Brotherson le mène au sommet Corée-Forum des îles du Pacifique du 29-30 mai 2023 en Corée du Sud. Lors de son premier déplacement en tant que président de la Polynésie française à Paris, il rencontre les membres du gouvernement central et le président de la République Emmanuel Macron au palais de l'Élysée.       |

## Records
- Président ayant été en fonction le plus longtemps : Gaston Flosse (13 ans, 2 mois et 10 jours)
- Président ayant été en fonction le moins longtemps : Gaston Flosse (1 mois et 23 jours)
- Président ayant vécu le plus longtemps : Gaston Flosse
- Président le plus âgé en début de premier mandat : Gaston Flosse
- Président ayant vécu le plus longtemps après son mandat : Gaston Flosse
- Président ayant vécu le moins longtemps après son mandat : Gaston Tong Sang
- Président ayant effectué premier mandats non complets et deuxieme mandat complets : Édouard Fritch  (8 ans et 8 mois)
- Président plus jeune effectué premier mandats : Moetai Brotherson
- Président Independentisme pris le haut fonctions de la Polynésie française : Oscar Temaru,Moetai Brotherson